# Assmaa Niang
Pour les articles homonymes, voir Niang.
Assmaa Niang, née le 4 janvier 1983 à Casablanca,, est une judokate marocaine. Elle possède les nationalités marocaine, française et sénégalaise.

## Carrière
Assmaa Niang évolue dans la catégorie des moins de 70 kg sous les couleurs du Maroc. Elle remporte la médaille d'or des Jeux panarabes de 2011 à Doha avant d'être médaillée de bronze aux Championnats d'Afrique de judo 2012.
En 2013, elle est sacrée championne d'Afrique à Maputo et obtient une médaille de bronze aux Jeux méditerranéens. Médaillée de bronze aux Championnats d'Afrique de judo 2014 et médaillée d'argent aux Championnats d'Afrique de judo 2015, Asma Niang remporte l'or aux Championnats d'Afrique de judo 2016.
Aux Jeux olympiques d'été de 2016 à Rio de Janeiro, Asma Niang est éliminée au premier tour par la Brésilienne Maria Portela.
Asma Niang est également pompier de Paris, elle remporte les championnats de France militaires de judo en 2007 sous les couleurs des pompiers de Paris et participe aux championnats du monde de sports militaires.
Elle remporte la médaille d'or aux Championnats d'Afrique de judo 2017, aux Championnats d'Afrique de judo 2018 à Tunis et aux Championnats d'Afrique de judo 2020 à Antananarivo,.
Elle est médaillée d'argent aux Championnats d'Afrique de judo 2024.